# Công cụ đá
Công cụ bằng đá hay công cụ đá, theo nghĩa chung nhất, là bất kỳ dụng cụ nào được làm bằng đá một phần hay hoàn toàn.
Mặc dù các xã hội và nền văn hoá dựa vào công cụ đá vẫn tồn tại ngày nay, hầu hết các công cụ bằng đá đều có liên quan đến thời tiền sử, đặc biệt là các nền văn hoá của thời đại đồ đá cổ xưa. Các nhà khảo cổ học thường nghiên cứu các xã hội tiền sử như thế, và tham chiếu nghiên cứu về các công cụ bằng đá như là sự phân tích thạch học (lithic analysis). Khảo cổ học dân tộc (Ethnoarchaeology) là một lĩnh vực nghiên cứu có giá trị nhằm nâng cao hiểu biết và ý nghĩa văn hoá của việc sử dụng và chế tạo dụng cụ bằng đá . 

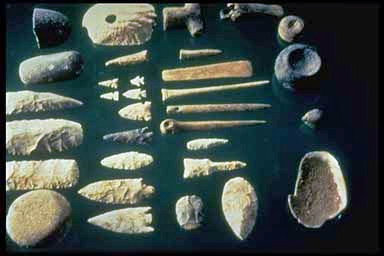
Một sưu tập đồ đá
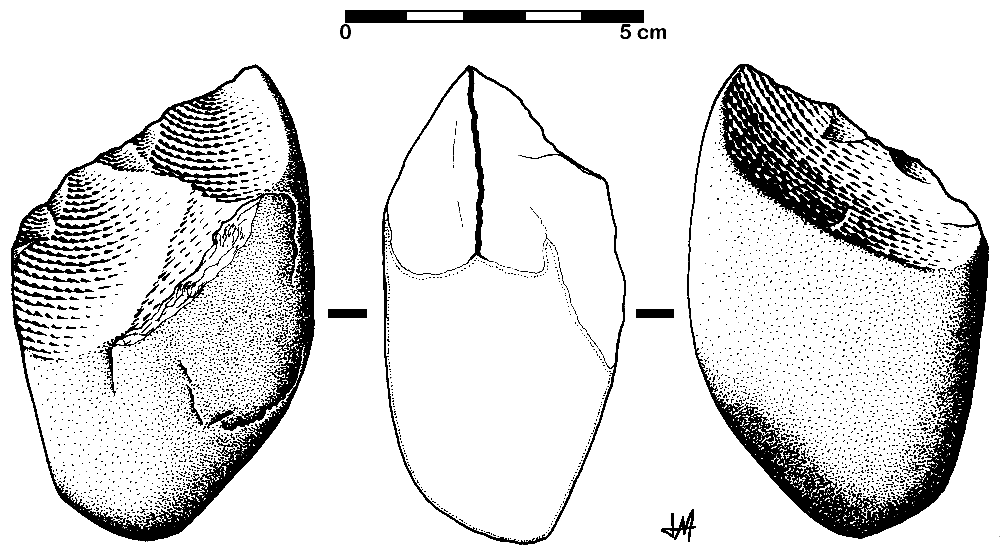
Một công cụ cắt tỉa Oldowan điển hình.
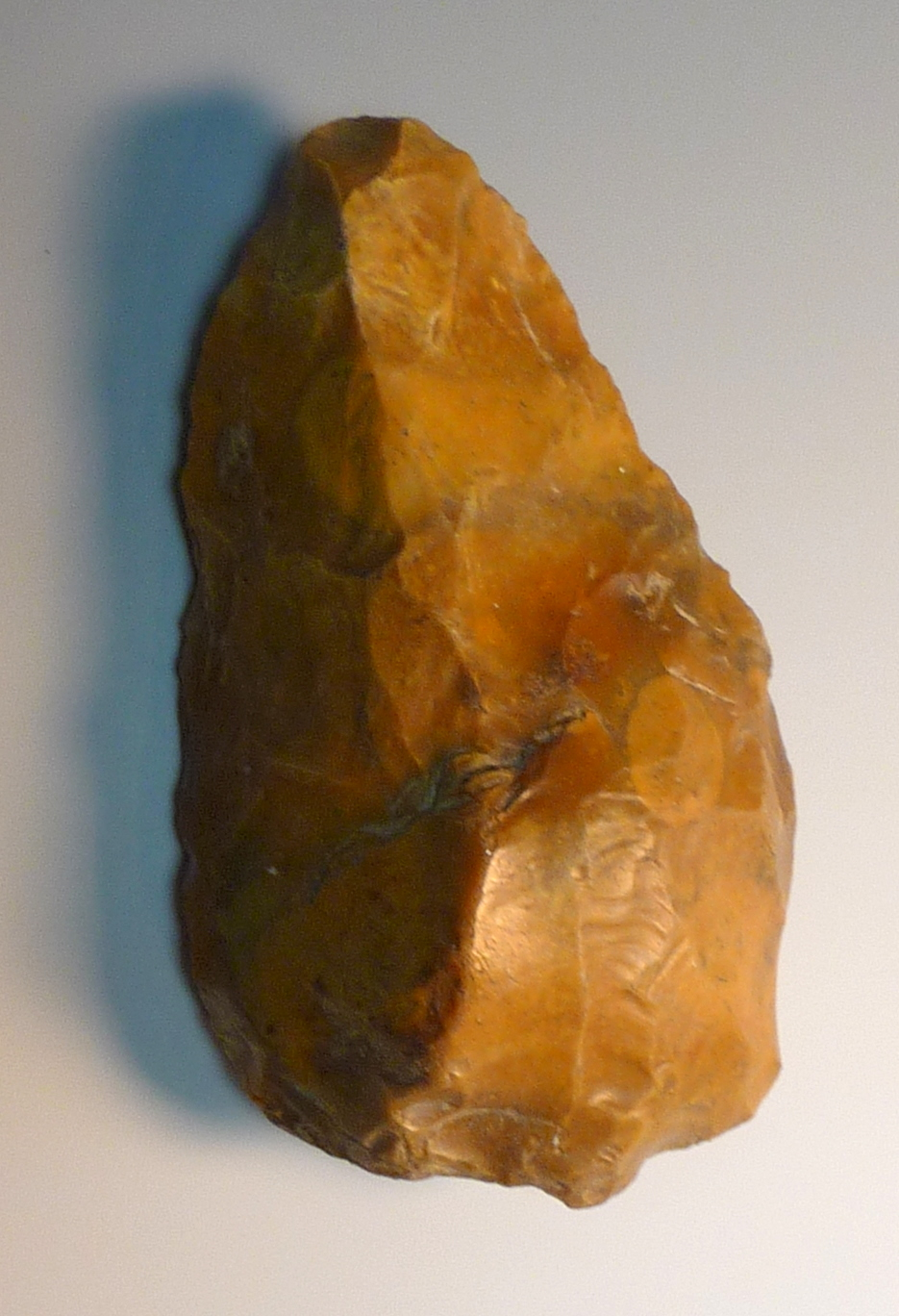
Đầu rìu bằng đá lửa, Winchester, Anh quốc
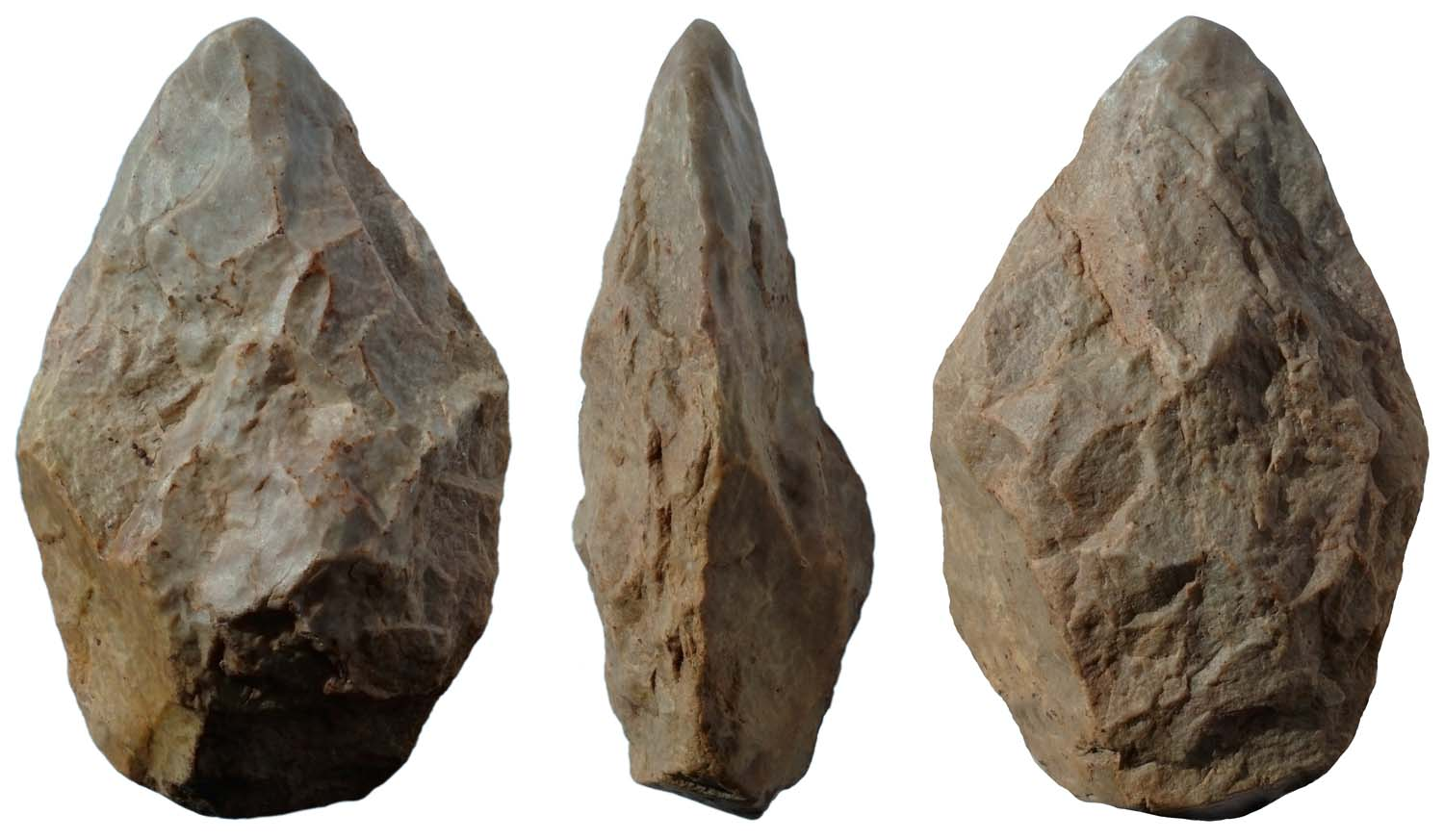
Rìu tay ở Valladolid, Tây Ban Nha
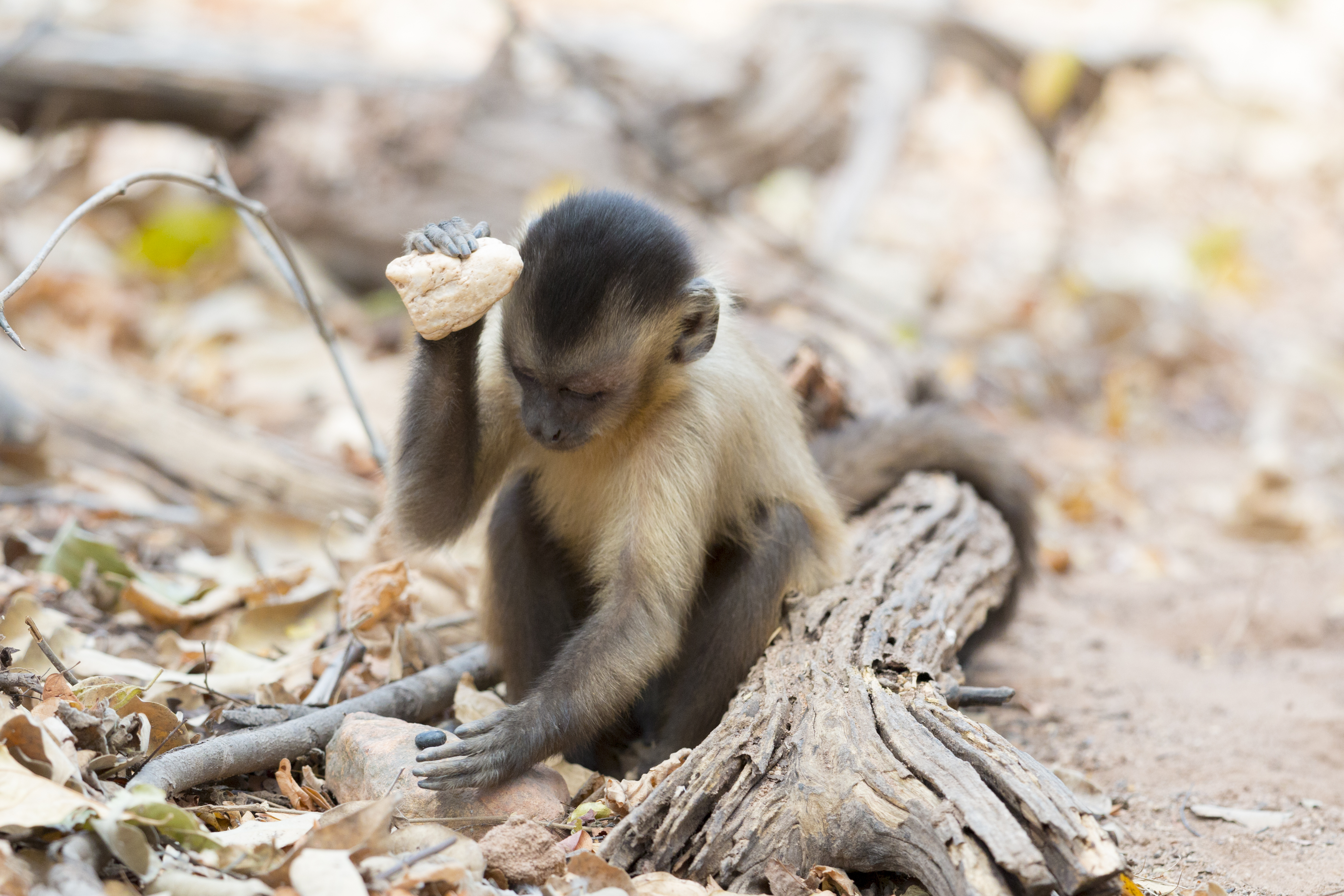
Khỉ capuchin dùng đồ đá